# Злочевський Петро Панасович
Петро Панасович Злочевський (25 травня 1907 — 31 грудня 1987) — український театральний художник, народний художник УРСР

## Біографія
Петро Панасович Злочевський народився 25 травня 1907 року в м. Київ.
В 1927—1931 роках навчався в Київському художньому інституті у Ф. Кричевського, В. Татліна.
В 1932—1938 роках викладав в Одеській консерваторії. З 1936 року працював в Одеському театрі опери і балету.
В 1938—1944 роках працював головним художником Ворошиловградського українського музично-драматичного театру, театрів міст Фрунзе, Алма-Ата.
В 1944—1977 роках був головним художником Одеського академічного театру опери та балету.
В 1954 році присвоєно звання заслуженого діяча мистецтв Грузинської РСР, а у 1964 році — звання народного художника Української РСР.
В 1966—1987 роках працював доцентом, професором художньо — графічного факультету  Одеського державного педагогічного інституту імені К. Д. Ушинського. Протягом кількох років був завідувачем кафедри живопису.
В 1969 році присвоєно вчене звання доцента, а у 1973 році — вчене звання професора.
Помер 31 грудня 1987 року в м. Одеса. 

## Творча діяльність
В Одеському театрі опери та балету оформив вистави «Запорожець за Дунаєм» (1945 р.), «Богдан Хмельницький» (1954 р.), «Назар Стодоля» (1960 р.), «Князь Ігор» (1967 р.), «Тарас Бульба» (1971 р.), «Есмеральда» (1975 р.).
Оформлював вистави музичних театрів  Вільнюсу, Донецьку, Казані, Києва, Кишинева, Красноярську, Москви, Тбілісі, Харкова.
Автор серії пейзажів «Дністер» (1967—1968 рр.).

## Нагороди
- Ордени Трудового Червоного Прапора, «Знак Пошани».
- Медаль «За доблесну працю у Великій Вітчизняній війні 1941—1945 рр.»
- Почесні звання «Народний художник УРСР», «Заслужений діяч мистецтв Грузинської РСР.»
- Знак «Відмінник народної освіти УРСР»